# Macross 7
Macross 7 (prononcer « Seven ») (マクロス７) est un anime japonais en 49 épisodes de 25 minutes, réalisé par Tetsuro Amino et Masami Shimoda d'après un scénario de Shôji Kawamori et diffusé au Japon entre le 16 octobre 1994 et le 24 septembre 1995. Il compte également un épisode 0, diffusé peu avant la série et qui n'est une émission présentant la série, ainsi qu'un film de court-métrage intitulé Macross 7, le film: La galaxie m'appelle! diffusé le 30 septembre 1995. Un épisode spécial a été diffusé à la télévision le 25 février 1996, Fleet of the Strongest Women qui  n'est que la suite d'une OAV en deux épisodes appelée Macross 7 Encore sortie le 18 décembre 1995. Lors de la sortie en vidéo de la série télévisée, une série de 12 mini-OAV a été produite sous le nom de Macross 7 PLUS. Enfin, pour les quinze ans de la saga, c'est l'OAV Macross Dynamite 7 qui sort à la vente entre le 18 décembre 1997 et le 25 août 1998.

## Synopsis
En 2012, le gouvernement des Nations unies de la Terre a mis fin à la Ire Guerre Spatiale avec les géants Zentradi. La Terre étant ravagée, des flottes coloniales destinées à trouver de nouveaux mondes habitables sont envoyées aux quatre coins de la galaxie régulièrement. Nous sommes en 2045. Cela fait sept ans que la 37e flotte d'émigration commandée par le New-Macross 7 se dirige vers le centre de la Voie lactée. Alors que la flotte s'approche du système solaire de Varauta, elle est attaquée par un étrange ennemi dont les appareils ressemblent étrangement à ceux utilisés par les Nations unies. Les Varauta utilisent un rayon absorbant l'énergie vitale des humains, la spiritia, ce qui plonge les victimes dans un état comateux. L'armée est complètement dépassée par les évènements. Le seul espoir semble provenir d'un groupe de rock et de son chanteur, Nekki Basara, dont les chansons, comme celles de Lynn Minmay, perturbent les ennemis. 
Alors que l'armée intègre le groupe des Fire Bomber dans ses rangs en tant que membres d'un projet expérimental utilisant l'énergie sonore, on apprend la vérité sur les Varauta. Ce sont des humains et des Zentradi ayant subi un lavage de cerveau et qui ont réveillé par mégarde le fléau scellé dans le système Varauta et qui a failli détruire toute vie il y a des milliers d'années, les Protodeviln. Les Protodeviln sont des armes biologiques artificielles et conscientes conçues par les Protocultures mais qui se sont retournées contre elles. Pour survivre, les Protodeviln ont besoin de se nourrir de spiritia. Après avoir vidé la galaxie de presque toute la spiritia, les Protodeviln se sont affaiblis et ont pu être scellés dans le système Varauta par les Protocultures survivantes. Aujourd'hui, les Protodeviln ne veulent pas refaire la même erreur et comptent avoir la maîtrise de l'Anima Spiritia, c'est-à-dire la spiritia s'auto-régénérant, et pour ce faire, ils ont besoin de mettre la main sur Nekki Basara et la flotte du Macross 7...

## Personnages de Macross 7
Nekki Basara : guitariste-chanteur des Fire Bomber, pilote le VF-19 Custom Excalibur "Fire Valkyrie".
Mylene Jenius : bassiste des Fire Bomber, pilote du VF-11MAXL Custom Thunderbolt « Mylene Valkyrie ». Elle est la dernière des 7 filles de Maximillian et de Milia. Les 6 autres sont Komilia (visible bébé dans Macross), Emilia (que l'on voit dans le film Macross 7: Ginga ga ore o yondeiru !), Miranda, Thérèse, Miracle et Muse (jumelles). 
Ray Lovelock :  guitariste et leader des Fire Bomber, vétéran de l'UN Spacy et pilote sur VF-17T custom Nightmare.
Veffidas Feaze (Zentradi) : batteuse des Fire Bomber, accompagne Ray dans le VF-17T Custom Nightmare. Elle parle (très) peu et s'exprime la plupart du temps en tapant des baguettes au gré de son humeur.
Maximillian Jenius : Capitaine de la 37e flotte coloniale d'émigration du New Macross 7. Ancien pilote d'élite de la première série de Macross. Divorcé de Milia Fallyna Jenius.
Exsedol Folmo (Zentradi) : Conseiller de Max (anciennement Archiviste de la flotte Zentradi de Boddole Zer et sous les ordres de Vrlitwhai Kridanik, dans la première série de Macross).
Milia Fallyna Jenius (Zentradi) : Maire de City Seven, Divorcée de Max Jenius.
Gamlin Kizaki : pilote d'élite de la Diamond Force et pilote un VF-17D Nightmare puis un VF-17S Nightmare quand il prendra la tête de la Diamond Force.
Akiko Hôjô : Productrice d'Akiko Lips, ancienne amie de Ray Lovelock et suit la carrière des Fire Bomber.
Gadget M.Chiba : docteur à bord du Macross 7 et responsable du développement du projet Sound Force basé sur l'énergie sonore.
Geperuniti (prononcer « Gepelnitch »): Leader des Protodeviln et dont le rêve consiste à créer une ferme de spiritia.
Gigile : Protodeviln, chef des opérations. Dirige les Varauta dans les opérations de capture de spiritia.
Sivil : Protodeviln d'aspect féminin qui tombe amoureuse de Basara.
Lynn Minmay : Ancienne vedette de la chanson qui a mis fin à la Ire Guerre Spatiale. Devenue une légende, n'apparaît qu'en flashbacks.

## Épisodes
Programme spécial : 
Macross ! Décollage rapide !! (Macross's Fastest Liftoff!!)
1. Module haut-parleur (SPEAKER POD)
2. Niveau de spiritia (SPIRITA LEVEL)
3. Rixe enflammée (FIRE SCRAMBLE)
4. Soldat vampire (VAMPIRE SOLDIER)
5. Fille spirituelle (SPIRIT GIRL)
6. Premier contact (FIRST CONTACT)
7. Accident estival (SUMMER ACCIDENT)
8. Bomber vierge (VIRGIN BOMBER)
9. Ange nocturne (ANGEL NIGHT)
10. Ballade profonde (DEEP BALLAD)
11. Vidéo de Minmay (MINMAY VIDEO)
12. Ferme de spiritia (SPIRITIA FARM)
13. Sortie de fold (FOLD OUT)
14. Mme le Maire Milia, une femme qui se bat (Tatakau onna shichō MILLIA)
15. Jalousie d'une fille (Otome no JEALOUSY)
16. Boîte à musique sur le champ de bataille (Senjō no orugoru)
17. Jolie diablesse (PRETTY DEVIL)
18. Jolie diablesse chutant (Ochiteiku koakuma)
19. Un rendez-vous risqué (Inochi gakeno DATE)
20. Une tentation de fille (LADY'S no yūwaku)
21. Baiser dangereux (Abunai KISS)
22. Les hommes de la passion brûlante (Atsuki honoo no otoko tachi)
23. Sound Force (SOUND FORCE)
24. Manège (MERRY GO ROUND)
25. Duo de minuit (Shinya no DUET)
26. Combat à mort sur la planète Lux (Wakusei LUX no shitō)
27. Énergie du chant aux couleurs de l'arc-en-ciel (Nanairo no uta ERNERGY)
28. Nouvelle arme sonore (SOUND shinheiki)
29. Papa, maman, aimez-vous encore (PAPA, MAMA, ai futatabi)
30. La formule pour un triangle amoureux (Sankakukankei no kōshiki)
31. Scandale amoureux passionné (Netsuai sukyandaru)
32. Jamming Birds (JAMMING BIRDS)
33. Trahison et les larmes d'une fille (Uragiri to shōjo no namida)
34. Le jour où Gigile chanta (Ga utatta nichi)
35. Une nuit juste pour nous deux (Futaridakeno yoru)
36. La chanson passionnée des hommes (Otoko tachino netsu uta)
37. Le secret des ruines spatiales mystérieuses (Uchū iseki no nazo ?)
38. Sivil de la planète interdite (Kindan wakusei no SIVIL)
39. Le retour de Basara (Kaette kita BASARA)
40. Un sentiment qui traverse les étoiles (Hoshi wo koeru omoi)
41. Je suis dingue de Mylène (MYLENE daisuki!)
42. Opération de capture deséspérée (Kesshi no hokaku daisakusen)
43. Adieux individuels (Sorezoreno wakare)
44. L'invasion cauchemardesque (Akumu no totsunyū sakusen)
45. Ambitieuse quatrième planète (Yabō no dai 4 wakusei)
46. La révolte de Gamlin (GAMLIN no hanran)
47. Basara meurt (BASARA shisu)
48. Les larmes de Mylène (MYLENE namida no nesshō)
49. Une voix qui traverse la galaxie (Ginga ni hibiku utagoe)

Film :
1. La galaxie m'appelle ! (Ginga ga ore wo yondeiru!)

OAV Macross 7 Encore :
1. En scène (On Stage)
2. Lequel aimes-tu ? (Which One Do You Love?)

Épisode spécial :
1. La flotte des femmes invincibles (Fleet Of The Strongest Women)

OAV Macross Dynamite 7 :
1. Étonnement (Wonder)
2. Cimetière (Cemetery)
3. Solitaire (Lonesome)
4. Zola, la planète où les baleines chantent (Zola: The Planet Where The Whales Sing)